# Little Eversden
Little Eversden är en civil parish i Storbritannien.   Den ligger i distriktet South Cambridgeshire i grevskapet Cambridgeshire i riksdelen England, i den sydöstra delen av landet, 70 km norr om huvudstaden London. Antalet invånare är 559.